# Best of V’Moto-Rock
A Best of V’Moto-Rock a V’Moto-Rock együttes 1984-ben Magyarországon megjelent angol nyelvű nagylemeze, a német kiadású 1984-es Motorock hazai nyomata, melyet a Hungaroton-Favorit adott ki. Katalógusszáma VSLPR 711.

## Az album dalai

### A oldal
1. Angel Girl (3:58)
2. New Year (3:20)
3. 1001 Nights (5:05)
4. You Should Me Let Go (3:35)
5. Fly Into the Light (3:53)

### B oldal
1. Come on and Love Me (3:12)
2. Red or White (3:22)
3. Buy the World (3:20)
4. It's O.K. for Me (4:16)
5. Wait Until the Sunrise (4:32)